# Anda Air
Anda Air (en ukrainien : Анда Ейр), est une compagnie aérienne basée à Kiev, en Ukraine. Elle est spécialisée dans l'affrètement de vols notamment vers l' Égypte, la Jordanie et la Turquie .

## Histoire
La compagnie aérienne a été fondée en 2015 et a débuté ses activités au mois d'octobre 2016.

## Flotte
La flotte d'Anda Air est constituée des appareils suivants en octobre 2020: